# Крах (фильм)
«Крах» — двухсерийный художественный фильм по документальному роману Василия Ардаматского «Возмездие». Основан на реальных исторических фактах: операции ОГПУ начала 1920-х годов по выводу на территорию СССР и обезвреживанию Б. Савинкова через легендированное антибольшевистское подполье.
Фильм снимался в Вильнюсе и Лентварисе.
В 1981 был снят телевизионный ремейк — 6-серийный фильм «Синдикат-2».

## В ролях
- Владимир Самойлов — Борис Викторович Савинков
- Юрий Яковлев — чекист Андрей Фёдоров / Мухин
- Евгений Матвеев — полковник Сергей Павловский
- Юрий Саранцев — капитан, бывший белогвардеец Леонид Шешеня
- Михаил Глузский — Иван Фомичев, член ЦК Савинковского союза
- Алефтина Евдокимова — Любовь Ефимовна Дикгоф-Деренталь, соратница и подруга Савинкова
- Владимир Покровский — Александр Аркадьевич Дикгоф-Деренталь, соратник Савинкова, один из убийц попа Гапона
- Лев Поляков — савинковец Зипунов
- Лаврентий Масоха — савинковец Шевченко
- Станислав Чекан — савинковец Иван Егоров
- Николай Парфёнов — савинковец Порфирий Игнатьевич
- Анатолий Фалькович — Дзержинский, председатель ВЧК
- Ефим Копелян — Менжинский, заместитель председателя ВЧК
- Артём Карапетян — Артузов, начальник контрразведки ГПУ
- Лев Золотухин — Луначарский, нарком образования
- Всеволод Сафонов — Красин, полпред советской России во Франции
- Николай Граббе — чекист Пиляр
- Леонид Куравлёв — чекист Сыроежкин
- Геннадий Воропаев — чекист Пузицкий
- Николай Сморчков — милиционер Ковалёв
- Владимир Тыкке — чекист Володичев
- Татьяна Бестаева — Саша, жена Шешени
- Владимир Маренков — офицер, бывший белогвардеец Иванов
- Нинель Мышкова — Ольга, подруга молодости Павловского
- Евгений Тетерин — Владимир Бурцев, редактор-издатель парижской газеты «Общее дело»
- Феликс Яворский — Дмитрий Философов, публицист и издатель эмигрантской варшавской газеты «За свободу!»
- Александр Пороховщиков — Муссолини, премьер-министр Италии
- Олег Голубицкий — Бенеш, министр иностранных дел Чехословакии
- Владимир Трошин — Черчилль, министр колоний Великобритании
- Александр Ширвиндт — английский шпион Сидней Рейли
- Владимир Татосов — Эванс, представитель фонда Форда
- Всеволод Ларионов — французский агент Лемете
- Николай Романов — иностранный журналист
- Константин Барташевич — Булак-Балахович